# Blodpalt
Blodpalt är en åtminstone i Sverige och Finland förekommande maträtt baserad på blod av ren eller nöt. Blodpalt tillagas något olika beroende på var i landet man befinner sig.
I Tornedalen används ofta renblod, utblandat med vatten. Paltsmeten rörs ihop med vetemjöl, ägg och salt tills den är tjock och kletig. Smeten klickas ner i kokande vatten, vilket innebär att paltarna får en oregelbunden form. Till blodpalt serveras ofta stekt fläsk.
I Västerbotten och södra Norrbotten tillagas blodpalt på samma sätt som vanlig palt fast med blod i degen. Paltarna formas till bollar och fylls med fläsk.